# Saison 2016-2017 des Timberwolves du Minnesota
La saison 2016-2017 des Timberwolves du Minnesota est la 28e saison de la franchise en National Basketball Association (NBA).

## Draft
| Tour | Choix | Joueur    | Poste | Nationalité | Provenance           |
| ---- | ----- | --------- | ----- | ----------- | -------------------- |
| 1    | 5     | Kris Dunn | PG    | États-Unis  | Friars de Providence |

## Summer League
| Pré-saison Total: 2-3 |

| Match | Date match | Équipe      | Score   | Meilleur marqueur  | Meilleur rebondeur | Meilleur passeur | Lieux Spectateurs    | Série |
| ----- | ---------- | ----------- | ------- | ------------------ | ------------------ | ---------------- | -------------------- | ----- |
| 1     | 8 juillet  | Denver      | D 82-88 | Kris Dunn (27)     | Tyus Jones (10)    | Tyus Jones (4)   | Thomas & Mack Center | 0 - 2 |
| 2     | 10 juillet | Toronto     | D 80-82 | Kris Dunn (21)     | Kris Dunn (9)      | Dunn, Jones (4)  | Cox Pavilion         | 0 - 2 |
| 3     | 11 juillet | Cleveland   | D 68-99 | Tyus Jones (15)    | Devin Thomas (8)   | Jones, Silas (3) | Thomas & Mack Center | 0 - 3 |
| 4     | 13 juillet | San Antonio | V 80-71 | Adreian Payne (20) | Adreian Payne (7)  | Tyus Jones (9)   | Cox Pavilion         | 1 - 3 |
| 5     | 14 juillet | Memphis     | V 89-85 | Tyus Jones (26)    | Devin Thomas (10)  | Tyus Jones (10)  | Thomas & Mack Center | 2 - 3 |

## Pré-saison
| Pré-saison Total: 5-2 (Domicile : 3-0 ; Extérieur : 2-2) |

| Match | Date match | Équipe          | Score     | Meilleur marqueur       | Meilleur rebondeur      | Meilleur passeur | Lieux Spectateurs       | Série |
| ----- | ---------- | --------------- | --------- | ----------------------- | ----------------------- | ---------------- | ----------------------- | ----- |
| 1     | 8 octobre  | Miami           | V 109-100 | Karl-Anthony Towns (20) | Karl-Anthony Towns (10) | Kris Dunn (7)    | Sprint Center           | 1 - 0 |
| 2     | 10 octobre | @ Charlotte     | D 86-98   | Zach LaVine (30)        | Cole Aldrich (9)        | Kris Dunn (3)    | Spectrum Center         | 1 - 1 |
| 3     | 12 octobre | Denver          | V 105-88  | Trois joueurs (18)      | Karl-Anthony Towns (8)  | Ricky Rubio (8)  | Pinnacle Bank Arena     | 2 - 1 |
| 6     | 15 octobre | Miami           | V 101-96  | Andrew Wiggins (23)     | Karl-Anthony Towns (14) | Ricky Rubio (6)  | KFC Yum! Center         | 3 - 1 |
| 5     | 16 octobre | @ Oklahoma City | D 94-112  | John Lucas III (18)     | Trois joueurs (6)       | Kris Dunn (6)    | Chesapeake Energy Arena | 3 - 2 |
| 6     | 19 octobre | Memphis         | V 101-94  | Karl-Anthony Towns (31) | Gorgui Dieng (11)       | Ricky Rubio (7)  | Target Center           | 4 - 2 |
| 7     | 21 octobre | Charlotte       | V 109-74  | Shabazz Muhammad (17)   | Cole Aldrich (10)       | Ricky Rubio (6)  | Target Center           | 5 - 2 |

## Saison régulière
| Saison régulière Total: 31-51 (Domicile : 20-21 ; Extérieur : 11-30) |

| Match | Date match | Équipe       | Score     | Meilleur marqueur   | Meilleur rebondeur | Meilleur passeur | Lieux Spectateurs | Série |
| ----- | ---------- | ------------ | --------- | ------------------- | ------------------ | ---------------- | ----------------- | ----- |
| 1     | 26 octobre | @ Memphis    | D 98-102  | Andrew Wiggins (25) | Gorgui Dieng (14)  | Ricky Rubio (8)  | FedExForum        | 0 - 1 |
| 2     | 29 octobre | @ Sacramento | D 103-106 | Andrew Wiggins (29) | Gorgui Dieng (13)  | Ricky Rubio (5)  | Golden 1 Center   | 0 - 2 |

| Match | Date match   | Équipe                | Score     | Meilleur marqueur       | Meilleur rebondeur      | Meilleur passeur | Lieux Spectateurs          | Série  |
| ----- | ------------ | --------------------- | --------- | ----------------------- | ----------------------- | ---------------- | -------------------------- | ------ |
| 3     | 1er novembre | Memphis               | V 116-80  | Zach LaVine (31)        | Karl-Anthony Towns (10) | Dunn, Jones (6)  | Target Center              | 1 - 2  |
| 4     | 3 novembre   | Denver                | D 99-102  | Karl-Anthony Towns (32) | Karl-Anthony Towns (14) | Kris Dunn (9)    | Target Center              | 1 - 3  |
| 5     | 5 novembre   | @ Oklahoma City       | D 92-112  | Karl-Anthony Towns (33) | Gorgui Dieng (8)        | Tyus Jones (4)   | Chesapeake Energy Arena    | 1 - 4  |
| 6     | 8 novembre   | @ Brooklyn            | D 110-119 | Andrew Wiggins (36)     | Andrew Wiggins (8)      | Tyus Jones (7)   | Barclays Center            | 1 - 5  |
| 7     | 9 novembre   | @ Orlando             | V 123-107 | Zach LaVine (37)        | Dieng, Towns (11)       | Gorgui Dieng (7) | Amway Center               | 2 - 5  |
| 8     | 12 novembre  | L. A. Clippers        | D 105-119 | Karl-Anthony Towns (24) | Karl-Anthony Towns (10) | Ricky Rubio (6)  | Target Center              | 2 - 6  |
| 9     | 13 novembre  | L. A. Lakers          | V 125-99  | Andrew Wiggins (47)     | Karl-Anthony Towns (12) | Ricky Rubio (10) | Target Center              | 3 - 6  |
| 10    | 15 novembre  | Charlotte             | D 108-115 | Andrew Wiggins (29)     | Gorgui Dieng (11)       | Ricky Rubio (8)  | Target Center              | 3 - 7  |
| 11    | 17 novembre  | Philadelphie          | V 110-86  | Andrew Wiggins (35)     | Trois joueurs (10)      | Ricky Rubio (5)  | Target Center              | 4 - 7  |
| 12    | 19 novembre  | @ Memphis             | D 71-93   | Zach LaVine (22)        | Gorgui Dieng (11)       | Ricky Rubio (7)  | FedExForum                 | 4 - 8  |
| 13    | 21 novembre  | Boston                | D 93-99   | Karl-Anthony Towns (27) | Karl-Anthony Towns (18) | Ricky Rubio (9)  | Target Center              | 4 - 9  |
| 14    | 23 novembre  | @ La Nouvelle-Orléans | D 96-117  | Zach LaVine (26)        | Karl-Anthony Towns (11) | Dieng, Rubio (5) | Smoothie King Center       | 4 - 10 |
| 15    | 25 novembre  | @ Phoenix             | V 98-85   | Andrew Wiggins (25)     | Karl-Anthony Towns (10) | Towns, Rubio (4) | Talking Stick Resort Arena | 5 - 10 |
| 16    | 26 novembre  | @ Golden State        | D 102-115 | Zach LaVine (31)        | Karl-Anthony Towns (9)  | Ricky Rubio (7)  | Oracle Arena               | 5 - 11 |
| 17    | 28 novembre  | Utah                  | D 103-112 | Zach LaVine (28)        | Karl-Anthony Towns (12) | Zach LaVine (8)  | Target Center              | 5 - 12 |
| 18    | 30 novembre  | New York              | D 104-106 | Karl-Anthony Towns (47) | Karl-Anthony Towns (18) | Ricky Rubio (6)  | Target Center              | 5 - 13 |

| Match | Date match  | Équipe          | Score          | Meilleur marqueur       | Meilleur rebondeur      | Meilleur passeur        | Lieux Spectateurs       | Série   |
| ----- | ----------- | --------------- | -------------- | ----------------------- | ----------------------- | ----------------------- | ----------------------- | ------- |
| 19    | 2 décembre  | @ New York      | D 114-118      | Zach LaVine (23)        | Cole Aldrich (12)       | Ricky Rubio (6)         | Madison Square Garden   | 5 - 14  |
| 20    | 3 décembre  | @ Charlotte     | V 125-120 (OT) | Andrew Wiggins (29)     | Karl-Anthony Towns (15) | Ricky Rubio (12)        | Time Warner Cable Arena | 6 - 14  |
| 21    | 6 décembre  | San Antonio     | D 91-105       | Zach LaVine (25)        | Karl-Anthony Towns (14) | Ricky Rubio (6)         | Target Center           | 6 - 15  |
| 22    | 8 décembre  | @ Toronto       | D 110-124      | Zach LaVine (29)        | Karl-Anthony Towns (11) | Zach LaVine (6)         | Air Canada Centre       | 6 - 16  |
| 23    | 9 décembre  | Détroit         | D 90-117       | Andrew Wiggins (16)     | Karl-Anthony Towns (12) | Ricky Rubio (6)         | Target Center           | 6 - 17  |
| 24    | 11 décembre | Golden State    | D 108-116      | Trois joueurs (25)      | Karl-Anthony Towns (18) | Ricky Rubio (6)         | Target Center           | 6 - 18  |
| 25    | 13 décembre | @ Chicago       | V 99-94        | Zach LaVine (24)        | Karl-Anthony Towns (12) | Ricky Rubio (10)        | United Center           | 7 - 18  |
| 26    | 17 décembre | Houston         | D 109-111 (OT) | Karl-Anthony Towns (41) | Karl-Anthony Towns (15) | Ricky Rubio (7)         | Target Center           | 7 - 19  |
| 27    | 19 décembre | Phoenix         | V 115-108      | Karl-Anthony Towns (28) | Karl-Anthony Towns (15) | Ricky Rubio (12)        | Target Center           | 8 - 19  |
| 28    | 21 décembre | @ Atlanta       | V 92-84        | Andrew Wiggins (19)     | Karl-Anthony Towns (18) | Ricky Rubio (8)         | Philips Arena           | 9 - 19  |
| 29    | 23 décembre | Sacramento      | D 105-109      | Zach LaVine (40)        | Karl-Anthony Towns (13) | Ricky Rubio (8)         | Target Center           | 9 - 20  |
| 30    | 25 décembre | @ Oklahoma City | D 100-112      | Karl-Anthony Towns (26) | Karl-Anthony Towns (8)  | Ricky Rubio (10)        | Chesapeake Energy Arena | 9 - 21  |
| 31    | 26 décembre | Atlanta         | V 104-90       | Karl-Anthony Towns (22) | Karl-Anthony Towns (11) | Ricky Rubio (10)        | Target Center           | 10 - 21 |
| 32    | 28 décembre | @ Denver        | D 103-105      | Andrew Wiggins (25)     | Karl-Anthony Towns (11) | Karl-Anthony Towns (10) | Pepsi Center            | 10 - 22 |
| 33    | 30 décembre | Milwaukee       | V 116-99       | Andrew Wiggins (31)     | Karl-Anthony Towns (16) | Ricky Rubio (9)         | Target Center           | 11 - 22 |

| Match | Date match  | Équipe           | Score          | Meilleur marqueur       | Meilleur rebondeur      | Meilleur passeur       | Lieux Spectateurs          | Série   |
| ----- | ----------- | ---------------- | -------------- | ----------------------- | ----------------------- | ---------------------- | -------------------------- | ------- |
| 34    | 1er janvier | Portland         | D 89-95        | Andrew Wiggins (24)     | Karl-Anthony Towns (13) | Towns, Rubio (6)       | Target Center              | 11 - 23 |
| 35    | 3 janvier   | @ Philadelphie   | D 91-93        | Zach LaVine (28)        | Karl-Anthony Towns (15) | Towns, Rubio (5)       | Wells Fargo Center         | 11 - 24 |
| 36    | 6 janvier   | @ Washington     | D 105-112      | Andrew Wiggins (41)     | Gorgui Dieng (11)       | Ricky Rubio (7)        | Verizon Center             | 11 - 25 |
| 37    | 7 janvier   | Utah             | D 92-94        | Zach LaVine (24)        | Karl-Anthony Towns (15) | Ricky Rubio (7)        | Target Center              | 11 - 26 |
| 38    | 9 janvier   | Dallas           | V 101-92       | Karl-Anthony Towns (34) | Karl-Anthony Towns (11) | Ricky Rubio (15)       | Target Center              | 12 - 26 |
| 39    | 11 janvier  | Houston          | V 119-105      | Andrew Wiggins (28)     | Karl-Anthony Towns (18) | Ricky Rubio (17)       | Target Center              | 13 - 26 |
| 40    | 13 janvier  | Oklahoma City    | V 96-86        | Karl-Anthony Towns (29) | Karl-Anthony Towns (17) | Ricky Rubio (14)       | Target Center              | 14 - 26 |
| 41    | 15 janvier  | @ Dallas         | D 87-98        | Gorgui Dieng (21)       | Karl-Anthony Towns (9)  | Ricky Rubio (10)       | American Airlines Center   | 14 - 27 |
| 42    | 17 janvier  | @ San Antonio    | D 114-122      | Karl-Anthony Towns (27) | Karl-Anthony Towns (16) | Ricky Rubio (14)       | AT&T Center                | 14 - 28 |
| 43    | 19 janvier  | @ L. A. Clippers | V 104-101      | Karl-Anthony Towns (37) | Karl-Anthony Towns (12) | Karl-Anthony Towns (5) | Staples Center             | 15 - 28 |
| 44    | 22 janvier  | Denver           | V 111-108      | Karl-Anthony Towns (32) | Karl-Anthony Towns (12) | Kris Dunn (9)          | Target Center              | 16 - 28 |
| 45    | 24 janvier  | @ Phoenix        | V 112-111      | Andrew Wiggins (31)     | Karl-Anthony Towns (10) | Ricky Rubio (10)       | Talking Stick Resort Arena | 17 - 28 |
| 46    | 26 janvier  | Indiana          | D 103-109      | Karl-Anthony Towns (33) | Karl-Anthony Towns (10) | Ricky Rubio (12)       | Target Center              | 17 - 29 |
| 47    | 28 janvier  | Brooklyn         | V 129-109      | Karl-Anthony Towns (37) | Karl-Anthony Towns (13) | Kris Dunn (7)          | Target Center              | 18 - 29 |
| 48    | 30 janvier  | Orlando          | V 111-105 (OT) | Andrew Wiggins (27)     | Gorgui Dieng (14)       | Ricky Rubio (8)        | Target Center              | 19 - 29 |

| Match               | Date match  | Équipe              | Score     | Meilleur marqueur       | Meilleur rebondeur      | Meilleur passeur | Lieux Spectateurs       | Série   |
| ------------------- | ----------- | ------------------- | --------- | ----------------------- | ----------------------- | ---------------- | ----------------------- | ------- |
| 49                  | 1er février | @ Cleveland         | D 97-125  | Karl-Anthony Towns (26) | Karl-Anthony Towns (12) | Ricky Rubio (13) | Quicken Loans Arena     | 19 - 30 |
| 50                  | 3 février   | @ Détroit           | D 108-116 | Karl-Anthony Towns (24) | Gorgui Dieng (12)       | Ricky Rubio (7)  | Palace of Auburn Hills  | 19 - 31 |
| 51                  | 4 février   | Memphis             | D 99-107  | Karl-Anthony Towns (27) | Karl-Anthony Towns (16) | Rubio, Jones (6) | Target Center           | 19 - 32 |
| 52                  | 6 février   | Miami               | D 113-115 | Karl-Anthony Towns (35) | Karl-Anthony Towns (8)  | Ricky Rubio (13) | Target Center           | 19 - 33 |
| 53                  | 8 février   | Toronto             | V 112-109 | Andrew Wiggins (31)     | Karl-Anthony Towns (14) | Ricky Rubio (7)  | Target Center           | 20 - 33 |
| 54                  | 10 février  | La Nouvelle-Orléans | D 106-122 | Karl-Anthony Towns (36) | Towns, Dieng (8)        | Ricky Rubio (12) | Target Center           | 20 - 34 |
| 55                  | 12 février  | Chicago             | V 117-89  | Andrew Wiggins (27)     | Gorgui Dieng (13)       | Ricky Rubio (11) | Target Center           | 21 - 34 |
| 56                  | 14 février  | Cleveland           | D 108-116 | Andrew Wiggins (41)     | Gorgui Dieng (10)       | Ricky Rubio (16) | Target Center           | 21 - 35 |
| 57                  | 15 février  | @ Denver            | V 112-99  | Andrew Wiggins (40)     | Karl-Anthony Towns (19) | Dunn, Rubio (5)  | Pepsi Center            | 22 - 35 |
| All-Star Break 2017 |             |                     |           |                         |                         |                  |                         |         |
| 58                  | 24 février  | Dallas              | V 97-84   | Andrew Wiggins (27)     | Karl-Anthony Towns (18) | Ricky Rubio (14) | Target Center           | 23 - 35 |
| 59                  | 25 février  | @ Houston           | D 130-142 | Karl-Anthony Towns (37) | Karl-Anthony Towns (22) | Ricky Rubio (11) | Toyota Center           | 23 - 36 |
| 60                  | 27 février  | @ Sacramento        | V 102-88  | Karl-Anthony Towns (29) | Karl-Anthony Towns (17) | Ricky Rubio (11) | Vivint Smart Home Arena | 24 - 36 |

| Match | Date match | Équipe                | Score          | Meilleur marqueur       | Meilleur rebondeur      | Meilleur passeur | Lieux Spectateurs         | Série   |
| ----- | ---------- | --------------------- | -------------- | ----------------------- | ----------------------- | ---------------- | ------------------------- | ------- |
| 61    | 1er mars   | @ Utah                | V 107-80       | Karl-Anthony Towns (21) | Karl-Anthony Towns (15) | Ricky Rubio (9)  | Vivint Smart Home Arena   | 25 - 36 |
| 62    | 4 mars     | @ San Antonio         | D 90-97 (OT)   | Karl-Anthony Towns (24) | Karl-Anthony Towns (14) | Ricky Rubio (10) | AT&T Center               | 25 - 37 |
| 63    | 8 mars     | L. A. Clippers        | V 107-91       | Karl-Anthony Towns (29) | Karl-Anthony Towns (14) | Ricky Rubio (12) | Target Center             | 26 - 37 |
| 64    | 10 mars    | Golden State          | V 103-102      | Andrew Wiggins (24)     | Nemanja Bjelica (12)    | Ricky Rubio (13) | Target Center             | 27 - 37 |
| 65    | 11 mars    | @ Milwaukee           | D 95-102       | Karl-Anthony Towns (35) | Karl-Anthony Towns (14) | Ricky Rubio (8)  | BMO Harris Bradley Center | 27 - 38 |
| 66    | 13 mars    | Washington            | V 119-104      | Karl-Anthony Towns (39) | Karl-Anthony Towns (13) | Ricky Rubio (19) | Target Center             | 28 - 38 |
| 67    | 15 mars    | @ Boston              | D 104-117      | Ricky Rubio (23)        | Karl-Anthony Towns (14) | Ricky Rubio (7)  | TD Garden                 | 28 - 39 |
| 68    | 17 mars    | @ Miami               | D 105-123      | Karl-Anthony Towns (31) | Karl-Anthony Towns (11) | Ricky Rubio (6)  | American Airlines Arena   | 28 - 40 |
| 69    | 19 mars    | @ La Nouvelle-Orléans | D 109-123      | Karl-Anthony Towns (33) | Gorgui Dieng (10)       | Ricky Rubio (14) | Smoothie King Center      | 28 - 41 |
| 70    | 21 mars    | San Antonio           | D 93-100       | Karl-Anthony Towns (25) | Karl-Anthony Towns (14) | Ricky Rubio (7)  | Target Center             | 28 - 42 |
| 71    | 24 mars    | @ L. A. Lakers        | D 119-130 (OT) | Andrew Wiggins (36)     | Karl-Anthony Towns (13) | Ricky Rubio (15) | Staples Center            | 28 - 43 |
| 72    | 25 mars    | @ Portland            | D 100-112      | Andrew Wiggins (20)     | Gorgui Dieng (7)        | Rubio, Jones (4) | Moda Center               | 28 - 44 |
| 73    | 28 mars    | @ Indiana             | V 115-114      | Karl-Anthony Towns (37) | Karl-Anthony Towns (12) | Ricky Rubio (10) | Bankers Life Fieldhouse   | 29 - 44 |
| 74    | 30 mars    | L. A. Lakers          | V 119-104      | Ricky Rubio (33)        | Gorgui Dieng (15)       | Ricky Rubio (10) | Target Center             | 30 - 44 |

| Match | Date match | Équipe         | Score     | Meilleur marqueur       | Meilleur rebondeur      | Meilleur passeur | Lieux Spectateurs       | Série   |
| ----- | ---------- | -------------- | --------- | ----------------------- | ----------------------- | ---------------- | ----------------------- | ------- |
| 75    | 1er avril  | Sacramento     | D 117-123 | Andrew Wiggins (32)     | Karl-Anthony Towns (11) | Ricky Rubio (13) | Target Center           | 30 - 45 |
| 76    | 3 avril    | Portland       | V 110-109 | Karl-Anthony Towns (34) | Karl-Anthony Towns (12) | Ricky Rubio (16) | Target Center           | 31 - 45 |
| 77    | 4 avril    | @ Golden State | D 107-121 | Wiggins, Muhammad (24)  | Shabazz Muhammad (11)   | Ricky Rubio (5)  | Oracle Arena            | 31 - 46 |
| 78    | 6 avril    | @ Portland     | D 98-105  | Andrew Wiggins (36)     | Karl-Anthony Towns (16) | Ricky Rubio (5)  | Moda Center             | 31 - 47 |
| 79    | 7 avril    | @ Utah         | D 113-120 | Karl-Anthony Towns (32) | Karl-Anthony Towns (13) | Ricky Rubio (12) | Vivint Smart Home Arena | 31 - 48 |
| 80    | 9 avril    | @ L. A. Lakers | D 109-110 | Andrew Wiggins (41)     | Karl-Anthony Towns (21) | Ricky Rubio (11) | Staples Center          | 31 - 49 |
| 81    | 11 avril   | Oklahoma City  | D 98-100  | Karl-Anthony Towns (26) | Karl-Anthony Towns (12) | Ricky Rubio (10) | Target Center           | 31 - 50 |
| 82    | 12 avril   | @ Houston      | D 118-123 | Karl-Anthony Towns (28) | Karl-Anthony Towns (21) | Kris Dunn (16)   | Toyota Center           | 31 - 51 |

## Confrontations
| Conférence Est      | Conférence Est                               | Conférence Est                               | Conférence Ouest                             | Conférence Ouest                             | Conférence Ouest                             | Conférence Ouest                             | Conférence Ouest                             |
| Division Atlantique | Division Atlantique                          | Division Atlantique                          | Division Nord-Ouest                          | Division Nord-Ouest                          | Division Nord-Ouest                          | Division Nord-Ouest                          | Division Nord-Ouest                          |
| Équipe              | Domicile                                     | Extérieur                                    | Équipe                                       | Domicile                                     | Domicile                                     | Extérieur                                    | Extérieur                                    |
| ------------------- | -------------------------------------------- | -------------------------------------------- | -------------------------------------------- | -------------------------------------------- | -------------------------------------------- | -------------------------------------------- | -------------------------------------------- |
| Boston              | 93-99                                        | 104-117                                      | Denver                                       | 99-102                                       | 111-108                                      | 103-105                                      | 112-99                                       |
| Brooklyn            | 129-109                                      | 110-119                                      |                                              |                                              |                                              |                                              |                                              |
| New York            | 104-106                                      | 114-118                                      | Oklahoma City                                | 96-86                                        |                                              | 92-112                                       | 100-112                                      |
| Philadelphie        | 110-86                                       | 91-93                                        | Portland                                     | 89-95                                        | 110-109                                      | 100-112                                      | 98-105                                       |
| Toronto             | 112-109                                      | 110-124                                      | Utah                                         | 103-112                                      | 92-94                                        | 107-80                                       | 113-120                                      |
|                     | 3–2                                          | 0–5                                          |                                              | 3–4                                          | 3–4                                          | 2–6                                          | 2–6                                          |
| Division            | 3–7                                          | 3–7                                          | Division                                     | 5–10                                         | 5–10                                         | 5–10                                         | 5–10                                         |
| Division Atlantique | Division Atlantique                          | Division Atlantique                          | Division Nord-Ouest                          | Division Nord-Ouest                          | Division Nord-Ouest                          | Division Nord-Ouest                          | Division Nord-Ouest                          |
| Équipe              | Domicile                                     | Extérieur                                    | Équipe                                       | Domicile                                     | Domicile                                     | Extérieur                                    | Extérieur                                    |
| Chicago             | 117-89                                       | 99-94                                        | Golden State                                 | 108-116                                      | 103-102                                      | 102-115                                      | 107-121                                      |
| Cleveland           | 108-116                                      | 97-125                                       | L.A. Clippers                                | 105-119                                      | 107-91                                       | 104-104                                      |                                              |
| Detroit             | 90-117                                       | 108-116                                      | L.A. Lakers                                  | 125-99                                       | 119-104                                      | 119-130 (OT)                                 | 109-110                                      |
| Indiana             | 103-109                                      | 115-114                                      | Phoenix                                      | 115-108                                      |                                              | 98-85                                        | 112-111                                      |
| Milwaukee           | 116-99                                       | 95-102                                       | Sacramento                                   | 105-109                                      | 117-123                                      | 103-106                                      | 102-88                                       |
|                     | 2–3                                          | 2–3                                          |                                              | 5–4                                          | 5–4                                          | 4–5                                          | 4–5                                          |
| Division            | 4–6                                          | 4–6                                          | Division                                     | 9–9                                          | 9–9                                          | 9–9                                          | 9–9                                          |
| Division Atlantique | Division Atlantique                          | Division Atlantique                          | Division Nord-Ouest                          | Division Nord-Ouest                          | Division Nord-Ouest                          | Division Nord-Ouest                          | Division Nord-Ouest                          |
| Équipe              | Domicile                                     | Extérieur                                    | Équipe                                       | Domicile                                     | Domicile                                     | Extérieur                                    | Extérieur                                    |
| Atlanta             | 104-90                                       | 92-84                                        | Dallas                                       | 101-92                                       | 97-84                                        | 87-98                                        |                                              |
| Charlotte           | 108-115                                      | 125-120 (OT)                                 | Houston                                      | 109-111 (OT)                                 | 119-105                                      | 130-142                                      |                                              |
| Miami               | 113-115                                      | 105-123                                      | Memphis                                      | 116-80                                       | 99-107                                       | 98-102                                       | 71-93                                        |
| Orlando             | 111-105 (OT)                                 | 123-107                                      | La Nouvelle-Orléans                          | 106-122                                      |                                              | 96-117                                       | 109-123                                      |
| Washington          | 119-104                                      | 105-112                                      | San Antonio                                  | 91-105                                       | 93-100                                       | 114-122                                      | 90-97 (OT)                                   |
|                     | 3–2                                          | 3–2                                          |                                              | 4–5                                          | 4–5                                          | 0–8                                          | 0–8                                          |
| Division            | 6–4                                          | 6–4                                          | Division                                     | 4–13                                         | 4–13                                         | 4–13                                         | 4–13                                         |
| Conférence          | 13–18 (Domicile : 8–7 ; Extérieur : 5–10)    | 13–18 (Domicile : 8–7 ; Extérieur : 5–10)    | Conférence                                   | 21–32 (Domicile : 12–13 ; Extérieur : 6–19)  | 21–32 (Domicile : 12–13 ; Extérieur : 6–19)  | 21–32 (Domicile : 12–13 ; Extérieur : 6–19)  | 21–32 (Domicile : 12–13 ; Extérieur : 6–19)  |
| Total               | 31–49 (Domicile : 20–20 ; Extérieur : 11–29) | 31–49 (Domicile : 20–20 ; Extérieur : 11–29) | 31–49 (Domicile : 20–20 ; Extérieur : 11–29) | 31–49 (Domicile : 20–20 ; Extérieur : 11–29) | 31–49 (Domicile : 20–20 ; Extérieur : 11–29) | 31–49 (Domicile : 20–20 ; Extérieur : 11–29) | 31–49 (Domicile : 20–20 ; Extérieur : 11–29) |

## Effectif actuel
| Timberwolves du Minnesota Effectif actuel |    |                        |                        |                |
| Entraîneur : Tom Thibodeau                |    |                        |                        |                |
| Pivot                                     | 45 | Drapeau des États-Unis | Cole Aldrich           | Kansas         |
| Ailier                                    | 88 | Drapeau de la Serbie   | Nemanja Bjelica        | Serbie         |
| Pivot                                     | 5  | Drapeau du Sénégal     | Gorgui Dieng           | Louisville     |
| Meneur                                    | 3  | Drapeau des États-Unis | Kris Dunn (R)          | Providence     |
| Ailier fort                               | 27 | Drapeau des États-Unis | Jordan Hill            | Arizona        |
| Meneur                                    | 1  | Drapeau des États-Unis | Tyus Jones             | Duke           |
| Arrière                                   | 8  | Drapeau des États-Unis | Zach LaVine            | UCLA           |
| Ailier                                    | 15 | Drapeau des États-Unis | Shabazz Muhammad       | UCLA           |
| Ailier fort                               | 33 | Drapeau des États-Unis | Adreian Payne          | Michigan State |
| Pivot                                     | 14 | Drapeau du Monténégro  | Nikola Peković         | Monténégro     |
| Meneur                                    | 9  | Drapeau de l'Espagne   | Ricky Rubio            | Espagne        |
| Arrière                                   | 4  | Drapeau des États-Unis | Brandon Rush           | Kansas         |
| Pivot                                     | 32 | Drapeau des États-Unis | Karl-Anthony Towns (C) | Kentucky       |
| Ailier, Arrière                           | 22 | Drapeau du Canada      | Andrew Wiggins (C)     | Kansas         |
| (C) Capitaine - Blessé - (R) Rookie       |    |                        |                        |                |

## Contrats et salaires 2016-2017
| Joueur             | Poste      | Âge        | Exp        | Contrat                | Salaire 2016-2017 | Fin du contrat |
| ------------------ | ---------- | ---------- | ---------- | ---------------------- | ----------------- | -------------- |
| Joueurs actuels    |            |            |            |                        |                   |                |
| Cole Aldrich       | C          | 27         | 6          | 22 000 000 $ sur 3 ans | 7 017 544 $       | 2019           |
| Nemanja Bjelica    | PF         | 28         | 1          | 11 700 000 $ sur 3 ans | 3 800 000 $       | 2018           |
| Gorgui Dieng       | C          | 26         | 3          | 6 589 343 $ sur 4 ans  | 2 348 783 $       | 2017           |
| Kris Dunn          | PG         | 22         | 0          | 7 919 280 $ sur 2 ans  | 3 872 520 $       | 2020           |
| Kevin Garnett      | PF         | 40         | 21         | 16 500 000 $ sur 2 ans | 8 000 000 $       | 2017           |
| Tyus Jones         | PG         | 20         | 1          | 2 621 760 $ sur 2 ans  | 1 339 680 $       | 2017 (T)       |
| Zach LaVine        | PG         | 21         | 2          | 6 445 080 $ sur 3 ans  | 2 240 880 $       | 2017 (T)       |
| Shabazz Muhammad   | SF         | 24         | 3          | 8 962 299 $ sur 4 ans  | 3 046 299 $       | 2017           |
| Adreian Payne      | PF         | 25         | 2          | 5 816 400 $ sur 3 ans  | 2 022 240 $       | 2017 (T)       |
| Nikola Peković     | C          | 30         | 6          | 60 000 000 $ sur 5 ans | 12 100 000 $      | 2018           |
| Ricky Rubio        | PG         | 26         | 5          | 55 000 000 $ sur 4 ans | 13 400 000 $      | 2019           |
| Brandon Rush       | SG         | 31         | 8          | 3 500 000 $ sur 1 an   | 3 500 000 $       | 2017           |
| Karl-Anthony Towns | C          | 21         | 1          | 11 663 760 $ sur 2 ans | 5 960 160 $       | 2017 (T)       |
| Andrew Wiggins     | SF         | 21         | 2          | 17 275 920 $ sur 3 ans | 6 006 600 $       | 2017 (T)       |
| Joueurs coupés     |            |            |            |                        |                   |                |
| Kevin Martin       | SG         | -          | -          | -                      | 1 380 305 $       | -              |
|                    |            |            |            |                        |                   |                |
| Total              | Total      | Total      | Total      | Total                  | 76 035 011 $      | Différence     |
| Salary Cap         | Salary Cap | Salary Cap | Salary Cap | Salary Cap             | 94 143 000 $      | 18 107 989 $   |
| Luxury Tax         | Luxury Tax | Luxury Tax | Luxury Tax | Luxury Tax             | 113 287 000 $     | 37 251 989 $   |

- 2017 = Joueur agent libre en fin de saison.
- 2017 = Joueur agent libre restreint en fin de saison.
- 2017 (T) = Joueur ayant une option d'équipe en fin de saison.

## Transferts

### Joueurs qui re-signent

#### Options joueur et équipe
| Joueur       | Option                                                                                                |
| ------------ | --- |
| Damjan Rudež | Minnesota décline la Qualifying Offer de 1 199 000 $ pour la saison 2016-2017 et devient agent libre. |

### Arrivés
| Joueur                          | Contrat                           | Provenance               | Référence |
| ------------------------------- | --------------------------------- | ------------------------ | --------- |
| Cole Aldrich                    | Contrat de 22 000 000 $ sur 3 ans | Clippers de Los Angeles  | [ 2 ]     |
| Kris Dunn (Draft 2016, choix 5) | Contrat de 7 900 000 $ sur 2 ans  | Friars de Providence     | [ 3 ]     |
| Brandon Rush                    | Contrat de 3 500 000 $ sur 1 an   | Warriors de Golden State | [ 4 ]     |

### Départs
| Joueur     | Raison départ | Nouvelle équipe ¹ | Référence |
| ---------- | ------------- | ----------------- | --------- |
| Greg Smith | Libéré        | -                 | [ 5 ]     |

¹ Il s'agit de l’équipe pour laquelle le joueur a signé après son départ, il a pu entre-temps changer d'équipe ou encore de pays.